# 3248 Farinella
3248 Farinella (1982 FK) là một tiểu hành tinh nằm phía ngoài của vành đai chính được phát hiện ngày 21 tháng 3 năm 1982 bởi Bowell, E. ở Flagstaff (AM).
The asteroid được đặt tên sau tên Paolo Farinella (1953–2000) who was an Italian planetary scientist very active in the study of asteroids, collisions và space debris.